# Pestré vrstvy
Pestré vrstvy, celým názvem Pestré vrstvy, z. s., je ostravský vlastivědný dobrovolný spolek dle Nového občanského zákoníku, č. 89/2012 Sb. Je zaměřen na spolupráci s obcemi, institucemi a soukromými subjekty při péči o historii, přírodu a veřejný prostor v Ostravě a okrese Ostrava-město. Spolek sídlí v Ostravě-Dubině a byl založen v prosinci 2017.

## Další informace
Pestré vrstvy se angažuji např. v těchto projektech:
- Festival Pestré vrstvy – Vlastivědný festival v Ostravě
- Pestré stezky – Budování naučných stezek spojené se zpřístupněním méně známých, avšak zajímavých míst a drobných historických či přírodních objektů Ostravska, Stezky jsou vyznačeny symboly „looped square“ () a je na nich vyhlášena tzv. #nokošzóna.

## Galerie

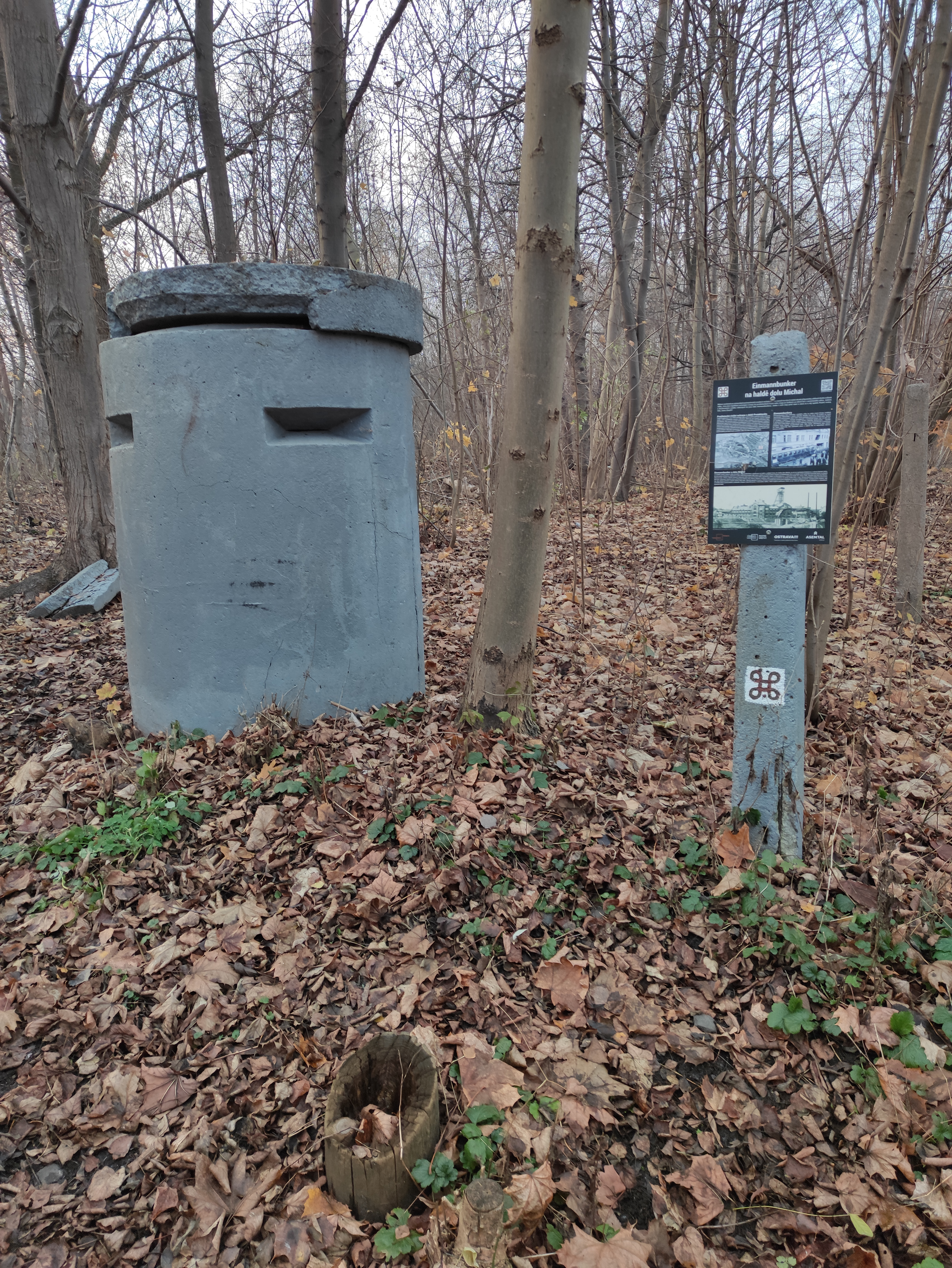
Einmannbunker na haldě dolu Michal
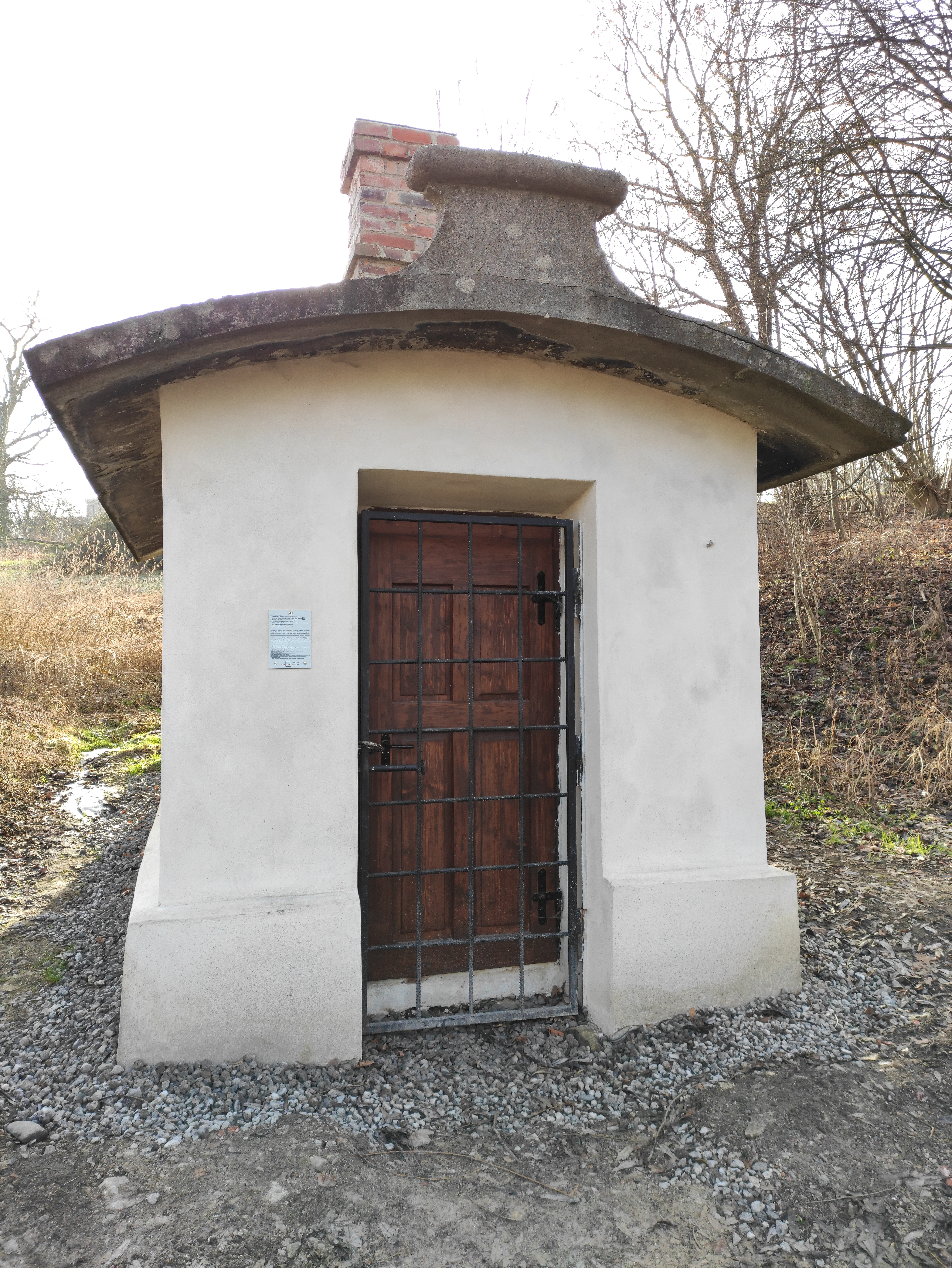
Hornická pekárna
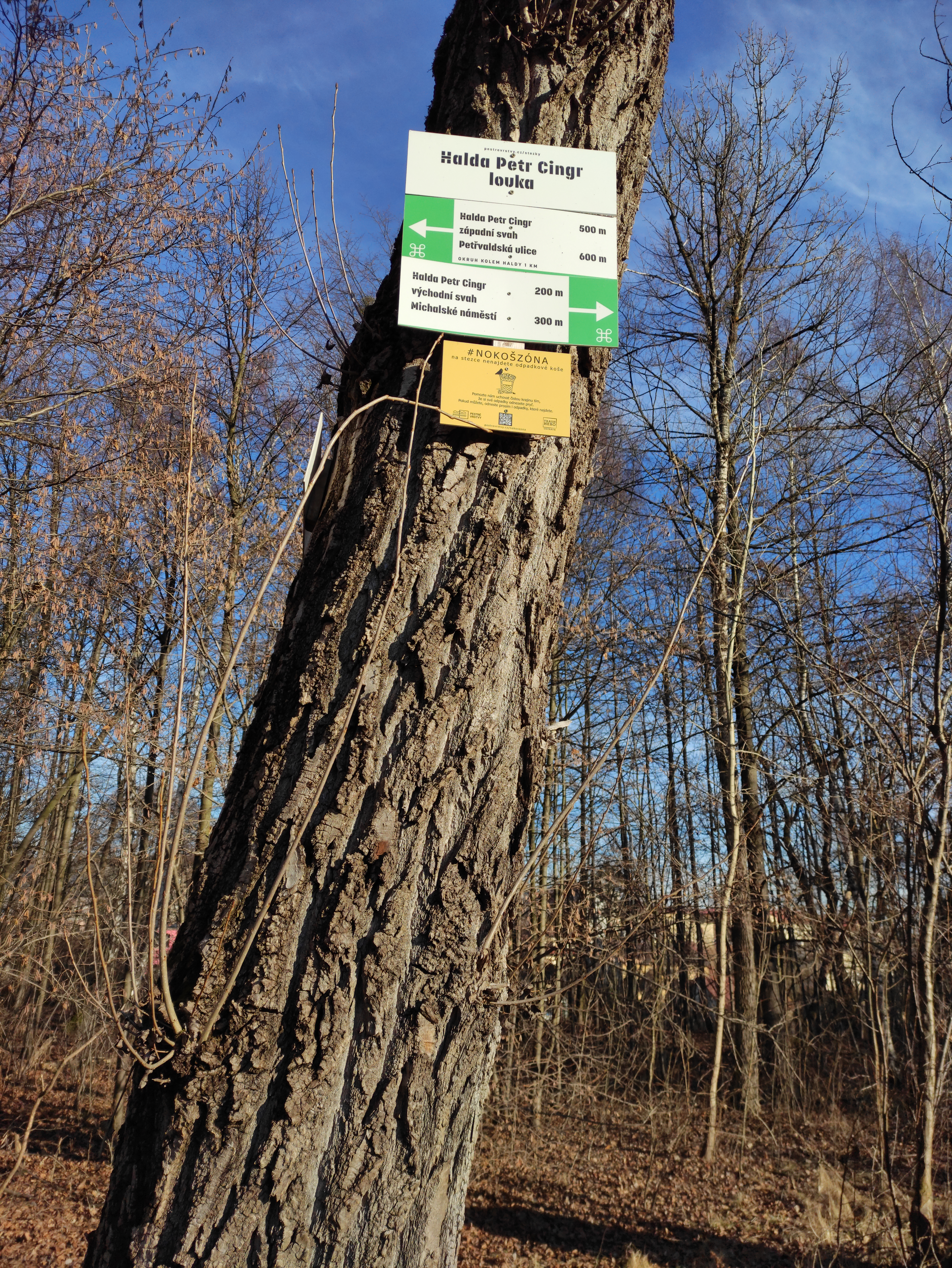
Naučná stezka Halda Petr Cingr
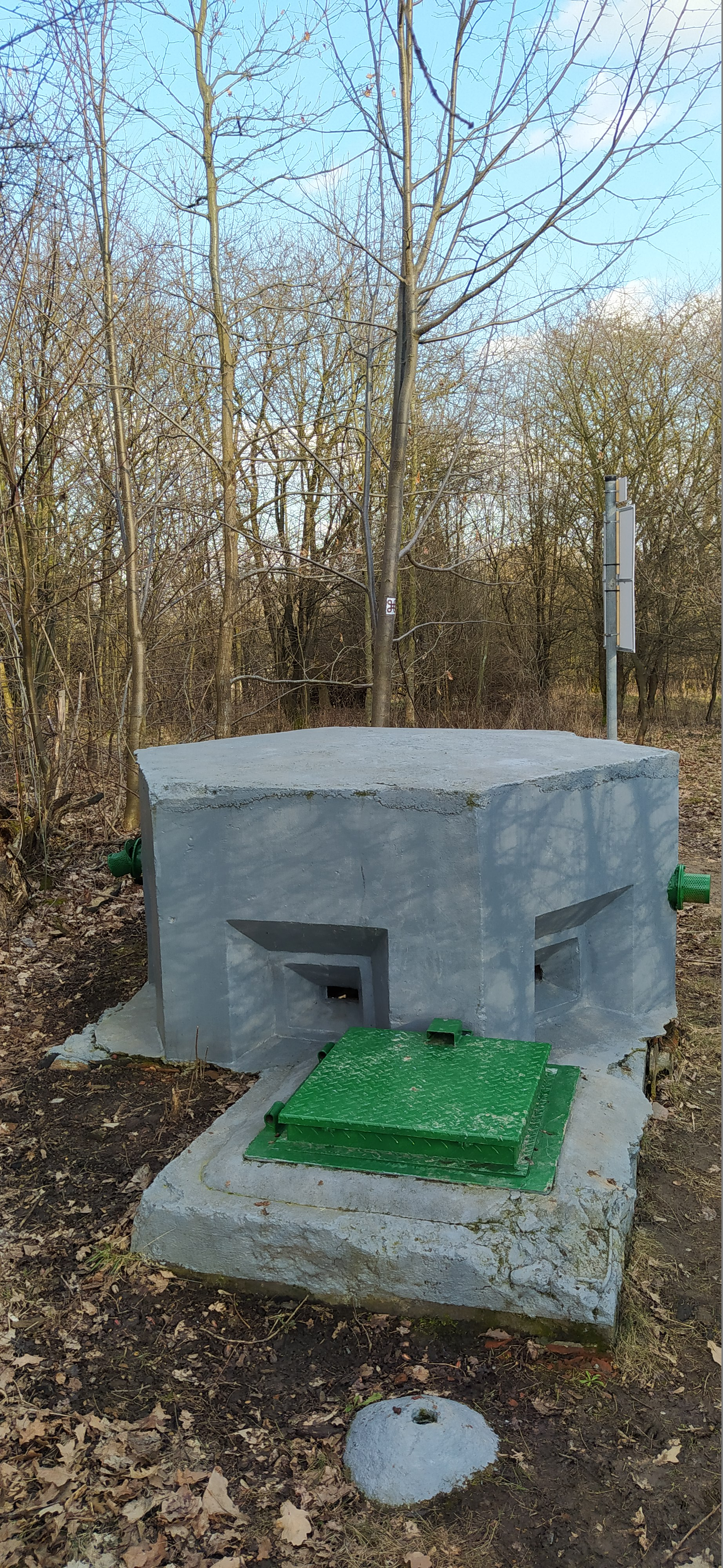
Pozorovatelna civilní obrany Hladový vrch